# نظام الاقتراع المفتوح
نظام الاقتراع المفتوح، يُسمى بالإنجليزية "Open Ballot" أو "Open Voting System". هو نوع من أنظمة التصويت الذي يتم فيه التصويت بطريقة علنية أو مكشوفة، حيث يمكن للآخرين معرفة كيف صوت الفرد. في هذا النظام، لا يُعتبر التصويت سريًا، بل يُظهر الناخبون علنًا خياراتهم التصويتية.

## شفافية النظام
نظام الاقتراع المفتوح يتيح شفافية عالية في التصويت، ولكنه يمكن أن يضع الناخبين في مواقف صعبة بسبب فقدان السرية والضغط الاجتماعي. بينما يُعتبر النظام السري أكثر أمانًا وأفضل في حماية حق الأفراد في التعبير عن آرائهم دون خوف من العواقب.

## أنواع النظام
- التصويت العلني:

في هذا النوع من الاقتراع، يصوت الناخبون علنًا، وأحيانًا يكون التصويت أمام الحضور أو لجنة مختصة. قد يتم تسجيل اختيار كل ناخب علنًا في السجلات الانتخابية.
- الاقتراع اليدوي أو التصويت الشفوي:

في بعض الأحيان، قد يُطلب من الناخبين التصويت عن طريق رفع الأيدي أو الإعلان عن اختيارهم بطريقة شفوية. هذا النوع من التصويت يُعتبر من أنظمة الاقتراع المفتوحة.
- الاقتراع باستخدام أوراق تصويت غير مختومة:

في هذا النوع، يختار الناخبون مرشحًا معينًا في ورقة تصويت مفتوحة، حيث يُمكن للآخرين رؤية الاختيارات.

## مزايا النظام
- شفافية:

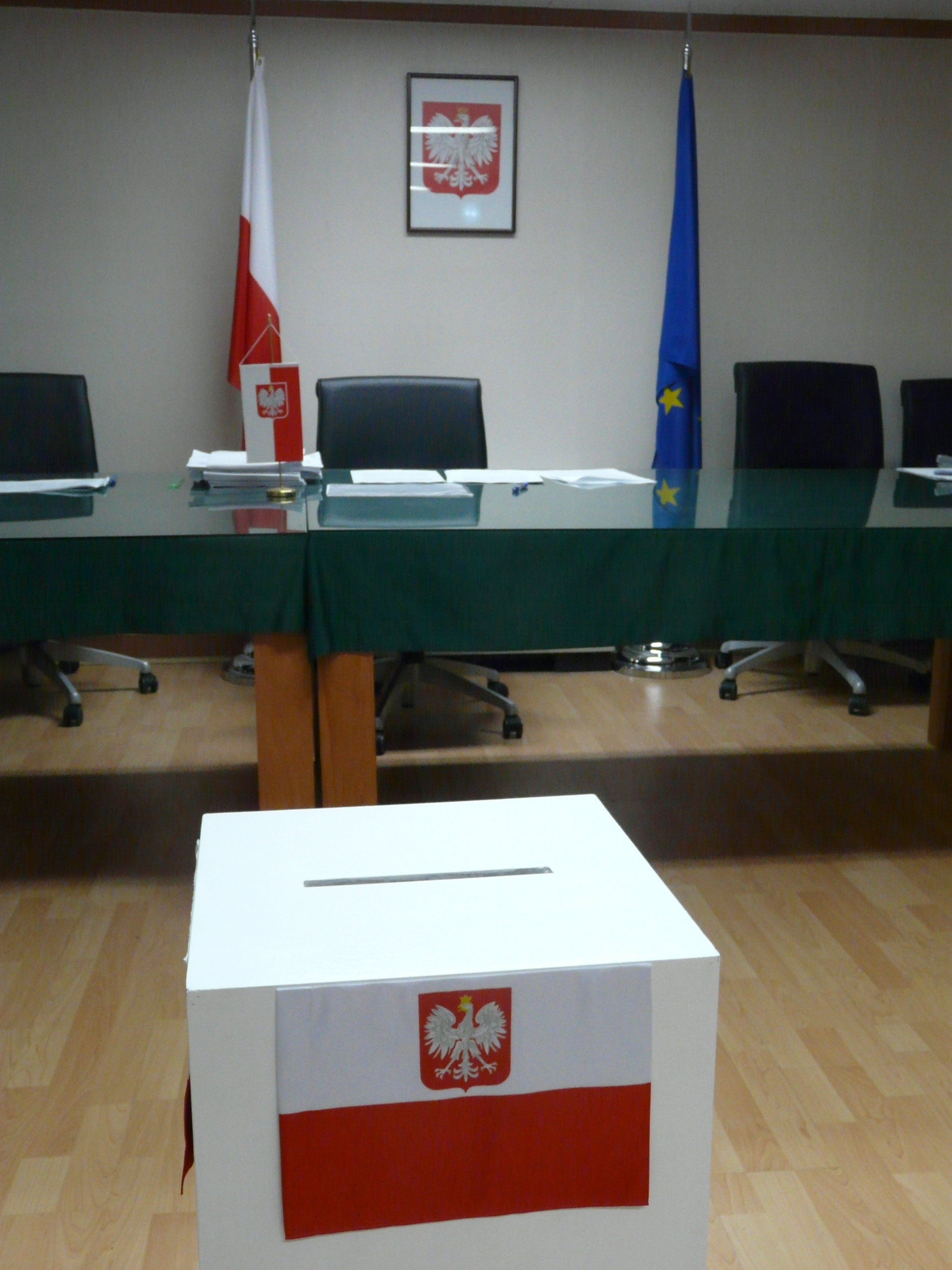

يتيح هذا النظام قدرًا عاليًا من الشفافية، حيث يمكن للناخبين أو حتى المراقبين العامين معرفة كيف صوت كل فرد.
- الضغط الاجتماعي:

في بعض الحالات، قد يساهم الاقتراع العلني في الضغط على الناخبين لتقديم اختيارات معينة، خاصةً إذا كانوا في بيئة اجتماعية أو سياسية تؤثر على قراراتهم.
- سهولة التنظيم:

يمكن أن يكون نظام الاقتراع المفتوح أسهل في التنظيم من بعض أنظمة الاقتراع السرية، حيث أنه لا يتطلب التقنيات المعقدة مثل أوراق الاقتراع المغلقة أو أجهزة التصويت الإلكترونية.

## عيوب النظام
- فقدان السرية:

أكبر عيب لهذا النظام هو فقدان السرية في التصويت. إذ أن الناخبين لا يمكنهم التصويت بحرية دون الخوف من التداعيات الاجتماعية أو السياسية لاختيارهم.
- الضغط والتهديدات:

قد يواجه الناخبون ضغطًا اجتماعيًا أو تهديدات من أفراد آخرين إذا كان التصويت علنيًا. على سبيل المثال، في بيئات سياسية حساسة، قد يؤدي التصويت العلني إلى تعرض الناخبين لمخاطر أو ردود فعل سلبية.
- التلاعب في الانتخابات:

بسبب عدم وجود سرية التصويت، قد يتم استخدام النظام من قبل السلطة السياسية أو الجماعات القوية للتأثير على اختيارات الأفراد، أو حتى لتوجيه الناخبين بطريقة معينة.

## متى يُستخدم النظام؟
- يُستخدم هذا النوع من التصويت في بعض البلدان أو الحالات التي تتطلب شفافية تامة في عملية التصويت. قد يتم تطبيقه في الانتخابات المحلية أو في الاستفتاءات التي تتطلب مشاركة نشطة للمجتمع.
- في بعض الحالات التاريخية، كان هذا النظام يُستخدم في البرلمانات القديمة حيث كان النواب يصوتون علنًا.

## الاقتراع المفتوح في المقابل مع النظام السري
في النظام السري (مثل نظام الاقتراع المغلق الذي يُستخدم في أغلب الديمقراطيات الحديثة)، يكون التصويت مجهول الهوية بحيث لا يستطيع أحد معرفة كيفية تصويت الفرد. وهذا يعزز الحرية في التصويت ويقلل من فرص الضغط أو التلاعب.